# Molophilus sublyratus
Molophilus sublyratus är en tvåvingeart som beskrevs av Alexander 1931. Molophilus sublyratus ingår i släktet Molophilus och familjen småharkrankar. Inga underarter finns listade i Catalogue of Life.